# Plage homosexuelle
Pour des articles plus généraux, voir Homosocialisation et Tourisme gay.

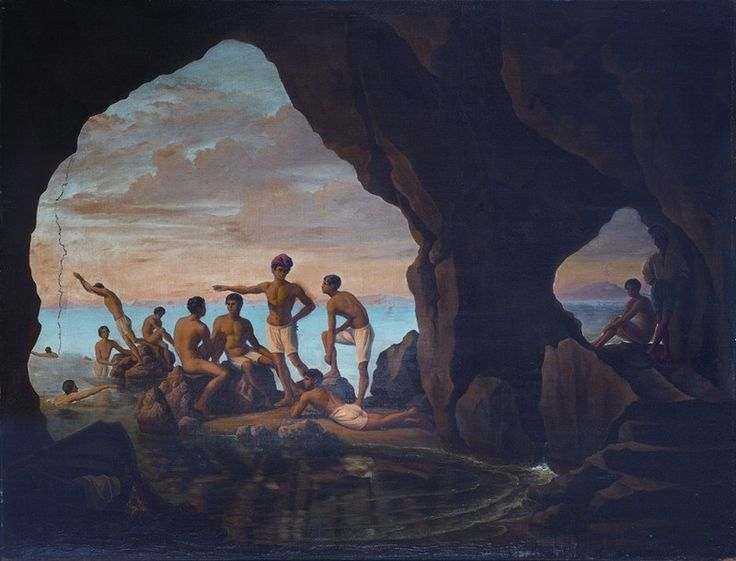
Pêcheurs se baignant dans la Grotte Bleue de Capri, peinture de 1837 par conservée au Schwules Museum.

Une plage homosexuelle est une plage, ou partie de plage, connue comme lieu de sociabilité homosexuelle. Comme la très grande majorité d'entre elles sont fréquentées par des hommes, le nom « plage gay » est aussi utilisé, même s'il existe aussi quelques plages lesbiennes.

## Définition
La plage gay n'est pas indiquée comme telle par des panneaux de signalisation : il s'agit de lieux de rencontre et de rassemblement spontanés de personnes gays ; ces lieux se sont créés par les canaux communautaires de discussion : presse, internet, lieux communautaires.
L'appellation « plage gay » désigne parfois une portion de plage : ainsi, la plage de Berck, en France, se compose de plusieurs espaces, certains textiles, certains naturistes et, parmi eux, certains mixtes, et d'autres gays.

## Rapport à la plage
La plage est perçue, dans la culture gay comme un espace où s'exerce la norme sociale et plus particulièrement celle de la famille hétérosexuelle : y aller en tant que gay ou couple gay est donc se mettre à l'écart, ne pas vraiment habiter le lieu.
Malgré cela, la plage est aussi fortement investie dans la culture gay d'une puissance érotique : elle est le lieu où on peut se dénuder et ainsi inventer d'autres normes sociales ; se mettre à nu littéralement est aussi une manière symbolique de ne plus se cacher, c'est-à-dire de vivre son homosexualité au grand jour. Ainsi, toutes les couvertures du Spartacus International Gay Guide représentent des hommes gays à la plage.

## Plages gays

### Caractéristiques

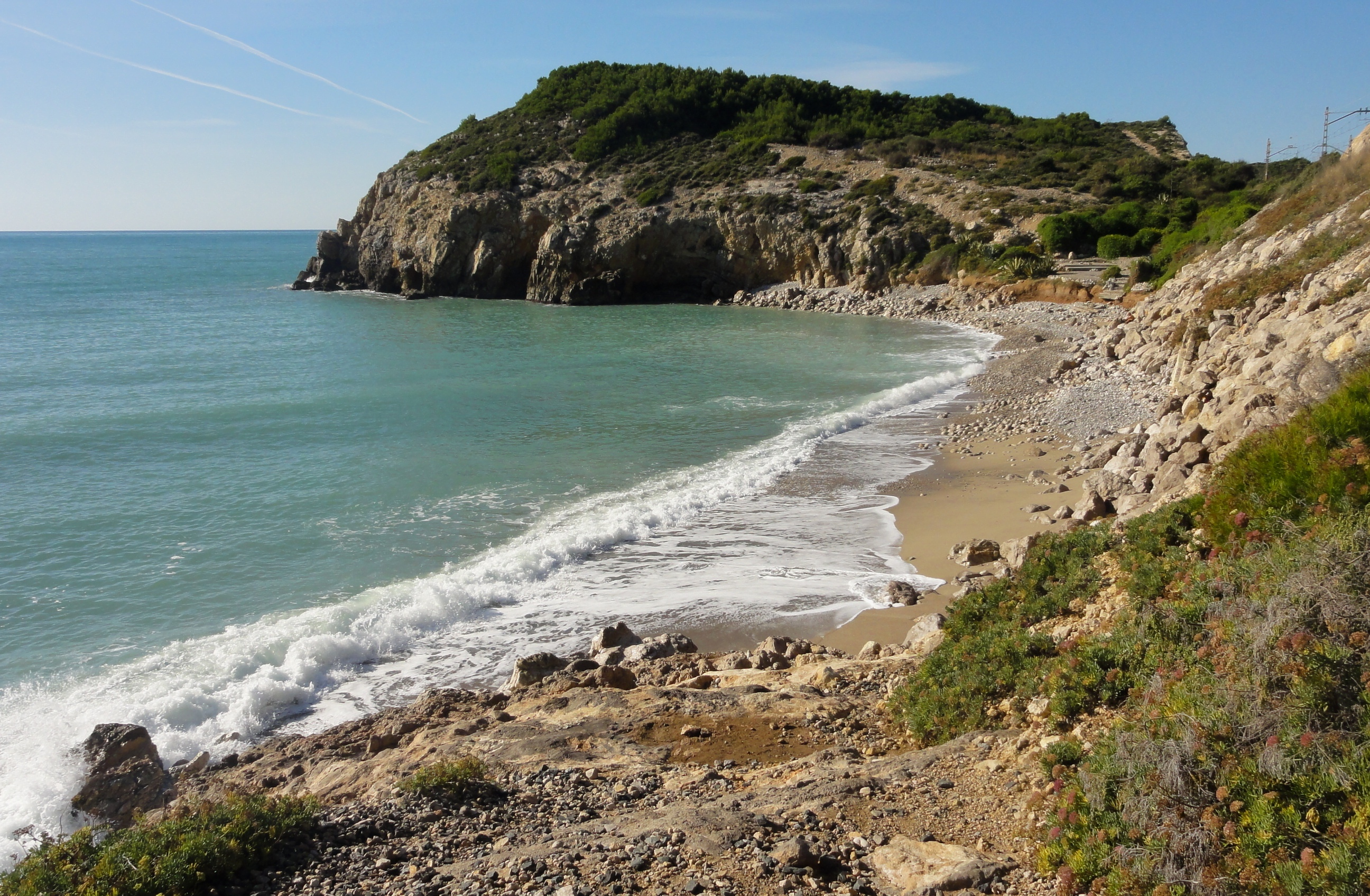
Playa del Muerto en novembre 2010.

Les plages gays sont très souvent aussi des plages nudistes ; toutefois, il existe un rejet spécifique de l'occupation homosexuelle par la communauté nudiste, celle-ci cherchant à se présenter comme mixte et non-sexualisée.
L'une des plus anciennes plages gays est la Playa del Muerto à Sitges, en Espagne, puisque fréquenté par des hommes homosexuels, espagnols et anglais essentiellement, dès les années 1930 ; son éloignement du centre ville en fait un lieu protégé du regard hétérosexuel. Celle-ci était d'ailleurs fréquentée à l'époque franquiste, et la guardia civil fermait les yeux sur la nudité, illégale alors, qui s'y pratiquait.
D'autres plages, au contraire, ne sont des lieux de rencontre que sous réserve de ne pas être découverts : c'est le cas par exemple en Turquie, où la plage gay n'existe que tant qu'une patrouille de police n'intervient pas.
Outre la plage en elle-même, d'autres espaces sont investis, en particulier pour les relations sexuelles : c'est le cas par exemple des dunes, notamment celle du Pilat, en France, mais aussi des lieux désaffectés à proximité de la côte ou les parcs à moules.
Ces plages sont présentes sur tous les littéraux touristiques : ainsi, au cours des années 1970, de nombreuses plages deviennent des plages gays, telles que l'île du Levant en France, l'île de Sylt en Allemagne, Ibiza aux Baléares, Mykonos dans les Cyclades grecques.

### Représentations
En 2008, les Français Emmanuel Jaurand et Stéphane Leroy co-écrivent un article relevant que « l'investissement affectif des gays par rapport au littoral, au moins en tant que décor ou cadre de vacances, est d'autant plus marquant qu'il s'exprime continûment dans les représentations produites par les artistes homosexuels depuis le XIXe siècle ». 
Le tableau Pêcheurs se baignant dans la Grotte Bleue de Capri, conservé au musée de l'histoire des LGBT+ à Berlin, est une représentation typique d'une plage gay : d'un côté, des hommes, nus ou habillés, fréquentent la plage ; de l'autre, un couple est situé dans un espace clos et protégé, dans une représentation symbolique de la sexualité. Le style, néoclassique, fait référence à l'Antiquité et plus particulièrement son association avec la culture LGBT.

## Plages lesbiennes

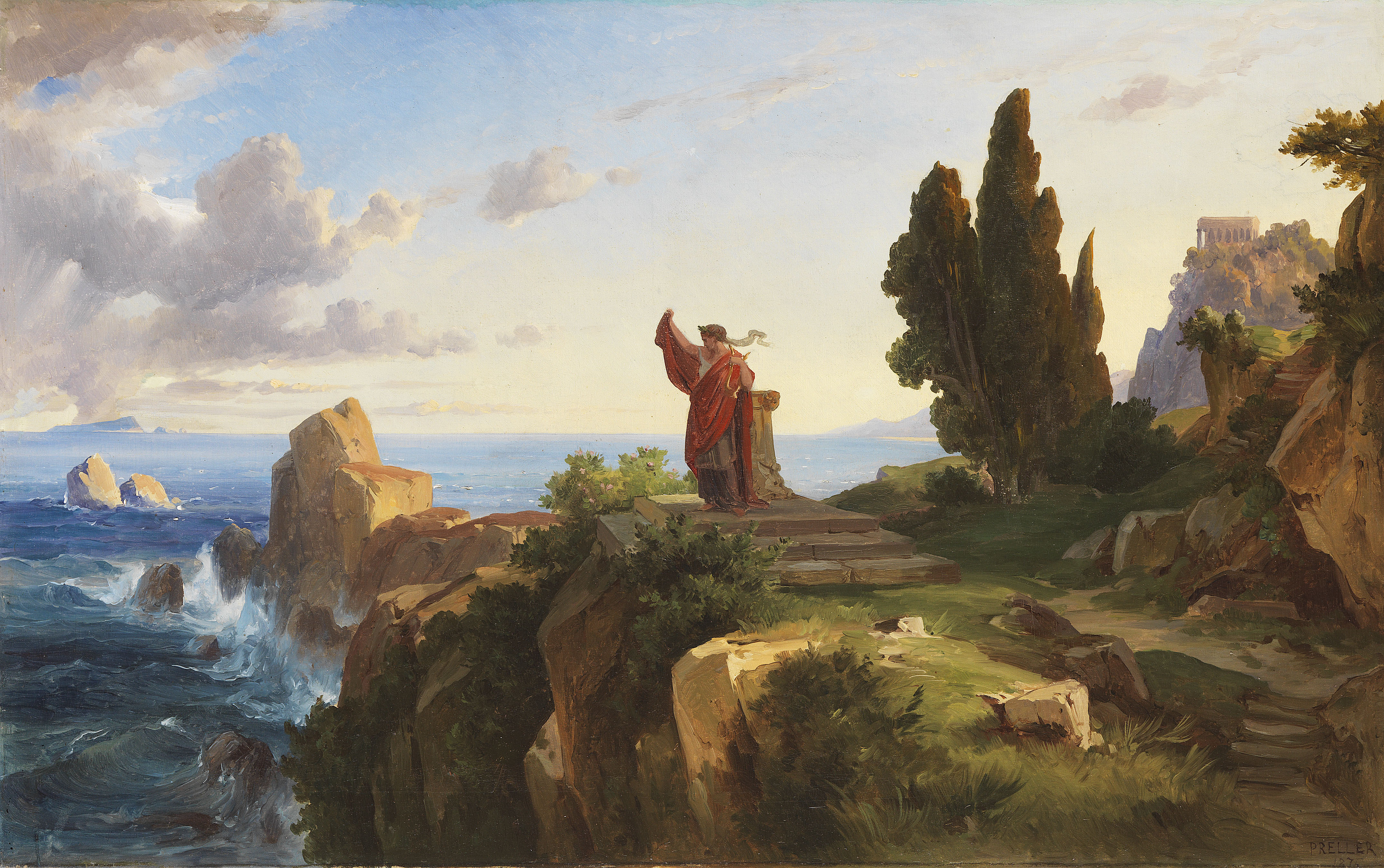
Peinture de Friedrich Preller der Jüngere représentant la mort de Sappho, 1876. Le lieu où Sappho se serait jetée dans la mer est l'une des rares plages lesbiennes au monde.

Les seules plages lesbiennes, dans le sens d'une non-mixité, sont celles de Lesbos, en Grèce. 
Cela est dû en partie à la faible attractivité de la plage pour le public lesbien : les lesbiennes préfèrent comme destination touristique la montagne ou la campagne, et fréquentent surtout les littéraux hors-saison touristique, à l'automne ou au printemps. La faible fréquentation permet ainsi aux lesbiennes en couple de s'autoriser des marques publiques d'affection, d'être visibles dans l'espace public, car peu de regards pèsent sur elles. Pour celles qui fréquentent la plage, le naturisme n'est pas un critère, ou alors il est plutôt négatif : ce qui est recherché est plutôt la tranquillité, la disponibilité d'activités sportives et les paysages.
Cette aspiration à la tranquillité s'explique car le positionnement de genre est plus marquant que le positionnement d'orientation sexuelle en ce qui concerne l'occupation de l'espace public par les lesbiennes : comme pour les autres femmes, elles perçoivent le lieu public comme un endroit associé à un sentiment d'insécurité, en particulier la peur du viol.
D'autre part, l'existence de lieux non-mixtes en général n'est pas forcément vue comme souhaitable : ce sont les lesbiennes qui ont déjà une pratique politique de la non-mixité en-dehors de leurs vacances qui aimeraient en bénéficier afin de pouvoir échapper à l'hétérosexisme, tandis que celles qui cherchent intégration et acceptation sociale perçoivent la non-mixité comme une auto-exclusion. Toutefois, toutes trouvent que l'existence de lieux lesbiens contribue à la lutte contre l'invisibilisation des lesbiennes.
Lors de la Dyke Beach Day, organisée en 2012 à Cancale, en France, beaucoup de lesbiennes témoignent de difficulté à se déshabiller devant le regard les autres, y compris pour celles qui n'ont pas de soucis à se mettre torse nu dans des situations plus privées ; cette difficulté est d'autant plus marquée pour les lesbiennes masculines, butch ou non-binaires, pour qui le regard des autres est féminisant.